# Шевченко Олег Вікторович
Олег Вікторович Шевченко (нар. 16 вересня 1978) — український футболіст та тренер, виступав на позиції захисника та нападника.

## Життєпис
Вихованець харківського футболу. У складі «Металіста» грав з 1996 по 2001 роки. За команду зіграв 74 матчі в чемпіонатах України, з яких 35 — у вищій лізі. Дебют у вищому дивізіоні 7 липня 1998 року в матчі проти маріупольського «Металурга». З 2004 по 2006 рік (з перервою) грав у луганській «Зорі», де провів 57 матчів, 7 з яких — у «вишці». З 2007 року грав у командах нижчих дивізіонів. Був капітаном команд «Авангард» (Краматорськ) і «Кремінь» (Кременчук).
Після закінчення кар'єри гравця працював тренером-викладачем Дитячої академії ФК «Геліос».